# Dama oferent de Castellar
La Dama Oferent de Castellar, és una estatueta/exvot de bronze que data d'entre els anys 500 aC - i 101 aC, que representa a una dama o sacerdotessa en actitud oferent, i que va ser esculpida pels ibers a la regió coneguda pels romans com Oretania, i la troballa dels quals es va produir en la localitat de Castellar, Jaén, (Andalusia), en el jaciment arqueològic anomenat "Cueva de la Lobera".

## Simbologia
Es tracta d'un exvot, i representa a una dona ibèrica en actitud oferent, sent aquesta peça i les nombroses trobades en jaciments ibèrics una mostra de la religiositat del poble iber.

## Característiques
- Forma: Dama o sacerdotessa oferent.
- Material: bronze.
- Context: Edat del Ferro II.
- Estil: Ibèric.[1]
- Tècnica: a la cera perduda.

## Conservació
La peça s'exposa de forma permanent al Museu Arqueològic Nacional de Madrid, amb el nombre d'inventari 18 538.